# Майлстон
Майлстон (англ. Milestone; ирл. Cloch an Mhíle) — деревня в Ирландии, находится в графстве Южный Типперэри (провинция Манстер).